# BOS 400
BOS 400 — французский несамоходный плавучий кран, который в июне 1994 года в результате шторма у побережья ЮАР был выброшен на камни возле Кейптауна и до сих пор там находится.

## История
Был построен в 1984 году компанией Chantiers de l'Atlantique. Был одним из самых мощных плавучих кранов в мире; мог поднимать груз весом 1200 тонн; его стоимость составляла более 70 миллионов долларов США.
В мае 1994 года французская компания Bouygues Offshore, которая использовала кран, заключила договор о его буксировке из порта Пуэнт-Нуар (Республика Конго) в Кейптаун (ЮАР) с азербайджанским АО «Каспийское бассейновое аварийно-спасательное управление» (КаспБАСУ), которому принадлежал буксир «Тигр». На момент распада СССР в декабре 1991 года этот буксир находился в Санкт-Петербурге, где был произведён его ремонт. Именно благодаря заключаемым с иностранными компаниями договорам на использование этого буксира КаспБАСУ платило зарплату своим работникам, ремонтировало другие суда, закупало оборудование и запчасти.
26 июня 1994 года «Тигр» с 122-метровым BOS 400 приближался к Кейптауну. Капитан «Тигра» Анатолий Провкин по рации запросил у портовых властей разрешения войти в порт и получил на это разрешение. Между тем, погода начала резко ухудшаться, и портовые власти объявили гавань закрытой. «Тигру» было приказано переждать шторм в открытом море. Скорость ветра увеличилась до 35 метров в секунду. Не выдержав, лопнул буксировочный трос, и плавучий кран, на котором вместо положенных восьми оказался всего один якорь, ураганный ветер выбросил на камни. Больше двух часов команда «Тигра» пыталась снять его с камней. Азербайджанские моряки сумели закрепить на кране запасной трос, на помощь прибыли ещё два портовых буксира. Но даже общими усилиями не удалось спасти кран. Дальнейшие попытки могли привести к гибели самого «Тигра».
Только спустя четыре дня «Тигр» смог войти в кейптаунский порт и тут же был арестован в качестве обеспечительной меры по иску Bouygues Offshore, собственника крана Saipem SA и страховых компаний, в которых он был застрахован, к КаспБАСУ о возмещении ущерба. Последовал длительный судебный процесс в ЮАР, в результате которого «Тигр» по решению суда был продан с аукциона за 625 000 долларов. Но, поскольку полученных от его продажи средств было недостаточно для покрытия требований истцов, судебный процесс продолжился, и 1 июля 2005 года суд обязал правительство Азербайджана выплатить 150 миллионов долларов США (что составляло 10 % бюджета Азербайджана на 2004 год). Однако в конце концов 18 июля 2005 года было подписано мировое соглашение, и Азербайджану не пришлось выплачивать эту сумму.
BOS 400 до сих пор ржавеет на камнях возле Кейптауна.